# Sion Sono
«Se un giovane artista non dovesse creare un qualcosa che disturba gli anziani, ciò che fa non ha senso.»                                                  (Sion Sono)
Sion Sono (園 子温?, Sono Shion; Toyokawa, 18 dicembre 1961) è un regista, sceneggiatore, scrittore e poeta giapponese.

## Biografia
Nato a Toyokawa, nella prefettura di Aichi, Sion Sono iniziò a scrivere poesie sin dall'adolescenza, e ottenne i suoi primi riconoscimenti all'età di 17 anni. Frequentò quindi l'università di Housei, e nel 1985 debuttò nel cinema, girando il suo primo cortometraggio intitolato Ore wa Sion Sono da!!, ovvero una lettura delle sue poesie, mentre nel 1990 scrisse e diresse il suo primo lungometraggio, Jitensha toiki.
Nel 1992 vinse il premio della giuria al Tokyo Sundance Film Festival con il thriller Heya. L'anno seguente i registi francesi Jean-Jacques Beineix e Jackie Bastide utilizzarono alcune sue poesie per il documentario Otaku.
Nel 2002, Sion Sono si fece definitivamente conoscere al di fuori del Giappone con il controverso film Suicide Club, che racconta di una serie di suicidi di gruppo aventi per vittime giovani ragazzi e ragazze. Prima parte di una trilogia, il film vinse il premio della giuria al Fant-Asia Film Festival e generò un manga composto da un volume unico, intitolato Jisatsu Circle, e un romanzo scritto dallo stesso Sono, intitolato Suicide Circle: The Complete Edition. Nel 2005, il regista diresse Noriko's Dinner Table, seconda parte della trilogia iniziata con Suicide Club. In realtà non si tratta di un sequel del film precedente, bensì di una riflessione sulla solitudine e sull'alienazione della società giapponese.
Nel 2005, Sono diresse altri due film: l'onirico Strange Circus e l'action Hazard, girato interamente in digitale. Seguirono altri quattro film e un episodio della miniserie televisiva Jikō keisatsu.
Nel 2008 dirige Love Exposure, altro film che gli valse il successo internazionale.

## Filmografia

### Regista e sceneggiatore

#### Lungometraggi
- Otoko no hanamichi (1986)
- Kessen! Joshiryō tai danshiryō (1988)
- Jitensha toiki (1990)
- Heya (1992)
- Keiko desu kedo (1997)
- Dankon: The Man (1998)
- Seigi no tatsujin: Nyotai tsubo saguri (2000)
- Utsushimi (2000)
- Suicide Club (Jisatsu sākuru) (2001)
- Into a Dream (Yume no naka e) (2005)
- Noriko's Dinner Table (Noriko no shokutaku) (2005)
- Strange Circus (Kimyō na sākasu) (2005)
- Hazard (2005)
- Kikyū kurabu, sonogo (2006)
- Exte: Hair Extensions (Ekusute) (2007)
- Love Exposure (Ai no mukidashi) (2008)
- Make the Last Wish (2009)
- Chanto tsutaeru (2009)
- Cold Fish (Tsumetai nettaigyo) (2010)
- Guilty of Romance (Koi no tsumi) (2011)
- Himizu (2011)
- Kibō no kuni (2012)
- Bad Film (2012)
- Kenkichi (2012)
- Why Don't You Play In Hell? (Jigoku de naze warui) (2013)
- Tokyo Tribe (2014)
- Shinjuku suwan (2015) – solo regista
- Rabu & Pīsu (2015)
- Tag (Riaru onigokko) (2015)
- The Virgin Psychics (Eiga: minna! Esupā da yo!) (2015)
- The Whispering Star (Hiso hiso boshi) (2015)
- Madly (2016) (episodio di Love of Love)
- Antiporno (Anchiporuno) (2016)
- Shinjuku suwan II (2017) – solo regista
- Kuso-yarō to utsukushiki sekai (2018) (episodio di Don't Shoot the Pianist!)
- The Forest of Love (2019)
- Red Post on Escher Street (2020)
- Prisoners of the Ghostland (2021) – solo regista

#### Cortometraggi
- Love Songs (1984)
- Ore wa Sono Sion da! (1985)
- Ai (1986)
- Kaze (1998)
- 0cm4 (2001)
- Chichi no hi (2003)
- Bâcharu Rabu (2004)
- Faindâ No Onna (2004)
- Nô Memorî Ûman (2004)
- Renai Dokutâ (2004)
- Nobuyoshi Araki at work by Sono Sion (2012)
- Kokoduna 19-ji (2020)

#### Televisione
- Jikō keisatsu – miniserie TV, episodi 1x04-1x06 (2006)
- Kaette kita jikō keisatsu – serie TV, episodi 1x03-1x06 (2007)
- Minna! Esupā da yo! – miniserie TV, 6 episodi (2013)
- Minna! Esupā da yo! Bangaihen ~ Esupā, miyako e iku – film TV (2015)
- Tokyo Vampire Hotel – miniserie TV, 9 episodi (2017)

### Sceneggiatore

#### Lungometraggi
- Reddo bureido, regia di Takahiro Ishihara (2018)

#### Cortometraggi
- Karma, regia di Alex Paille (2010)

### Attore

#### Lungometraggi
- Happiness Avenue, regia di Katsuyuki Hirano (1986)
- Otoko no hanamichi (1986)
- Kessen! Joshiryō tai danshiryō (1988)
- Jitensha toiki (1990)
- Kirai ja nai yo, regia di Eiichi Uchida (1991)
- Otaku, regia di Jackie Bastide e Jean-Jacques Beineix (1994)
- Kōshoku fūfu: Susutte hoshii, regia di Tarō Araki (1999)
- Seigi no tatsujin: Nyotai tsubo saguri (2000)
- Mōjū tai Issunbōshi, regia di Teruo Ishii (2001)
- Zukan ni notte nai mushi, regia di Satoshi Miki (2007)
- Tokyo Gore Police (Tōkyō zankoku keisatsu), regia di Yoshihiro Nishimura (2010)
- Bad Film (2012)

#### Cortometraggi
- Ore wa Sono Sion da! (1985)
- Ai (1986)
- Ami. exe, regia di Meisekimu Genshi (2017)
- ami.exe · 2nd atom, regia di Meisekimu Genshi (2018)

#### Televisione
- Kaette kita jikō keisatsu – serie TV, episodio 1x07 (2007)
- Minna! Esupā da yo! – miniserie TV, episodio 1x07 (2013)

### Produttore

#### Lungometraggi
- The Whispering Star (Hiso hiso boshi) (2015)
- Antiporno (Anchiporuno) (2016)

#### Cortometraggi
- Karma, regia di Alex Paille (produttore esecutivo)

### Compositore
- Strange Circus (Kimyō na sākasu) (2005)
- Exte: Hair Extensions (Ekusute) (2007)
- Why Don't You Play In Hell? (Jigoku de naze warui) (2013)

### Montatore

#### Lungometraggi
- Otoko no hanamichi (1986)
- Red Post on Escher Street (2020)

#### Cortometraggi
- Vagina and Virgin (1995)
- 0cm4 (2001)
- Bad Film (2012)
- Kokoduna 19-ji (2020)

### Direttore della fotografia

#### Lungometraggi
- Utsushimi (2000)

#### Cortometraggi
- Ai (1986)
- Vagina and Virgin (1995)

## Opere letterarie
- Sion Sono, Tokyo GAGAGA, 1993.
- Sion Sono (a cura di), Furo de yomu Gendai shi nyuumon, 2000.
- Sion Sono, Suicide Circle: The Complete Edition, Tokyo, Kawade Shobo Shinsha, 2002, ISBN 9784309014623.
- Sion Sono, Yume no naka he, Tokyo, Gentosha, 2008, ISBN 9784344007895.
- Sion Sono, Ai no mukidashi, Tokyo, Shogakukan, 2008, ISBN 9784093862417.
- Sion Sono, Kibō no kuni, Tokyo, Littlemore, 2012, ISBN 9784898153451.
- Sion Sono, Hidō ni ikiru, Tokyo, Asahi, 2013, ISBN 9784255006772.
- Sion Sono, Kemonomichi o waratte aruke, Tokyo, Paru Publishing, 2013, ISBN 9784827208160.
- Sion Sono, Kebukai yami, Tokyo, Kawade Shobo Shinsha, 2014, ISBN 9784309022956.
- Sion Sono, Rabu & Pīsu, Tokyo, Gentosha, 2015, ISBN 9784344027695.
- Sion Sono, Ukeirenai, Tokyo, Kadokawa Shoten, 2015, ISBN 9784046010827.
- Sion Sono, Sono Shion sakuhin-shū hisohiso hoshi, Tokyo, Asahi, 2016, ISBN 9784255009308.
- Sion Sono, Kemono de naze warui, Tokyo, Bungeishunjū, 2018, ISBN 9784163908472.